# Port de Cherbourg
 (11 juillet 2020).
Le port de Cherbourg-en-Cotentin est un port de commerce, de pêche, de plaisance et de croisière français sur la mer de la Manche en Normandie. Préfecture maritime de la Manche et la mer du Nord, la ville de Cherbourg-en-Cotentin dispose également d'un port militaire.

## Histoire
Dans les années 1990 naît le projet Fastship, qui consiste en un service transatlantique maritime entre le seul port américain de Philadelphie et le port du Cotentin assuré par des navires porte-conteneurs rapides. Après de multiples reports, ce projet disparaît au profit d’autoroutes de la mer en partenariat au sein de l'Ena (Eurocoast Network Association), avec les ports européens de Cuxhaven (Allemagne), Ostende (Belgique), Rosslare (Irlande) et Ferrol (Espagne) – sans plus de retombées pour le moment.
Le port bénéficie de son emplacement proche, à seulement 17 heures de la république d'Irlande.
En 2021, dans le domaine du fret, le port profite du post-Brexit: « Depuis le 1er janvier 2021, Cherbourg Port est passé de 33 888 remorques à fin décembre 2020, à 100 000 à fin décembre 2021, détaille le port. En conséquence, en 2021, Cherbourg Port a recruté sept dockers en CDI et douze en CDD. La qualité de leur travail alliée au développement du trafic va permettre de pérenniser leurs contrats courant 2022. »

## Le port de pêche
La flotte cherbourgeoise est composée de huit navires hauturiers et 80 bateaux de pêche côtière. 
Elle est fortement touchée par la crise qui affecte l’ensemble du secteur, et voit le nombre de ses navires et de ses ventes diminuer.
Le centre de marée, géré par la Chambre de commerce, emploie 42 salariés, essentiellement pour le tri.

## Le port de commerce
En 2007, le port de Cherbourg devient la propriété avec le port de Caen-Ouistreham du syndicat mixte Ports normands Associés, créé par le conseil régional de Basse-Normandie avec les conseils généraux de la Manche et du Calvados. Gérée jusqu'alors par la Chambre de commerce et d'industrie de Cherbourg-Cotentin, la concession est assurée à partir du 1er janvier 2009 par une société par actions simplifiée alliant la chambre de commerce à Louis Dreyfus Armateurs, pour douze ans concernant les trafics ferries et trois ans pour les autres activités maritimes. L'implantation d'un terminal affecté au trafic de charbon en provenance d'Amérique du Sud et à destination du Royaume-Uni a mis fin à l'hémorragie de l'activité du port.
En 2019, le port de Cherbourg a fusionné avec les ports de Caen-Ouistreham et de Dieppe au sein de Ports de Normandie. 

### Le port de marchandises
La perte des livraisons de Toyota, à l’ouverture de l’usine de Valenciennes, a sérieusement affaibli le port de commerce qui voit transiter 110 000 camions en provenance ou en direction de l’Irlande et de Grande-Bretagne. Convoité depuis quinze ans, le projet Fastship de transport de conteneurs depuis Philadelphie (États-Unis) par navires ultrarapides est oublié au profit des autoroutes de la mer dans le cadre de l’Ena (Eurocoast Network Association), avec Cuxhaven (Allemagne), Ostende (Belgique), Rosslare (Irlande) et Ferrol (Espagne), sans plus d'effet pour le moment.

### Le transport de passagers

#### Liaisons avec les îles britanniques
Ces dernières années, le trafic transmanche passagers a décliné, concurrencé par le Caen-Ouistreham et le Pas-de-Calais. Le retrait de la compagnie P&O, qui desservait Poole et Southampton, a laissé à deux compagnies les liaisons transmanche : Brittany Ferries vers Portsmouth et Poole et Irish Ferries vers Rosslare (Irlande). Une nouvelle compagnie, Celtic Link Ferries, a repris le marché de P&O et réactivé la liaison vers Rosslare en février 2005, et la compagnie HD ferries a desservi entre août 2007 et le printemps 2008 Cherbourg à Jersey et Guernesey par navire rapide. En avril 2022, la compagnie Condor Ferries a ouvert une ligne entre Cherbourg et Guernesey. 
Sur les onze premiers mois de 2007, par rapport à la même période de 2006, le trafic passagers a baissé de 3,84 % à 750 000 unités, tandis que le fret a perdu 4,43 % points avec 87 000 camions débarqués, alors qu'en 1995, le port comptait 1,7 million de passagers et 138 000 camions. 
Depuis le début de l’année 2008, et pour la première fois depuis plusieurs années, le trafic transmanche au départ de Cherbourg opère un net redressement : fin février, Cherbourg affiche, par rapport aux deux premiers mois de 2007, une progression de 17 % pour les passagers à 24 463 et de 39 % pour les voitures de tourisme avec 10 586 unités. Cette hausse provient de la mise en place de nouvelles rotations, principalement avec l’Irlande.

## Port Chantereyne
Labellisé Pavillon Bleu, Cherbourg est le premier port de plaisance français en nombre de visiteurs, dédiant 245 anneaux des 1 500 disponibles aux escales. Cela représente en 2007, avec 10 117 bateaux pour 28 713 nuitées en 2007, 400 000 euros. Au total, avec une dépense moyenne de 150 € par plaisancier, les retombées de la plaisance sont évaluées à 4 millions d'euros de chiffre d'affaires pour toute l'agglomération cherbourgeoise. Ces plaisanciers de passage sont à 65 % britanniques, à 19 % français, à 11 % néerlandais, et à 4 % belges et allemands,.

## Le port au cinéma
- 1963 : Les Parapluies de Cherbourg de Jacques Demy : plusieurs scènes se déroulent sur le quai Alexandre-III.
- 1997 : Titanic de James Cameron : départ du navire à la Cité de la Mer. Noter l'anachronisme.
- 2007 : Deux jours à tuer de Jean Becker.